# Jerzy Cytowski
Jerzy Antoni Cytowski (ur. 1 stycznia 1926 w Bogurzynie koło Mławy, zm. 16 kwietnia 1995) – polski historyk wychowania, pułkownik Wojska Polskiego, profesor Wojskowej Akademii Politycznej w Warszawie.

## Życiorys

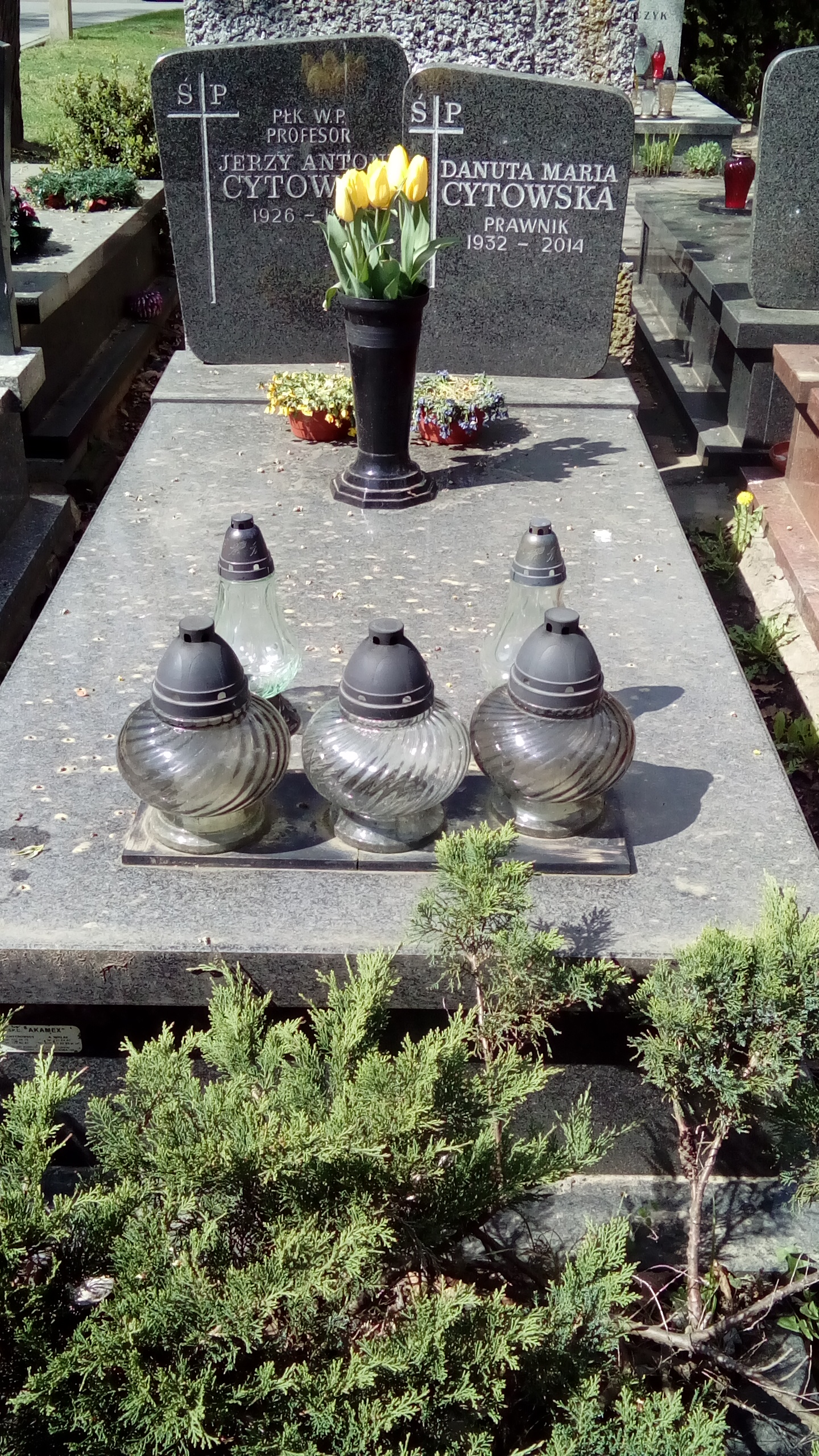
Grób Jerzego Cytowskiego na Cmentarzu Wojskowym na Powązkach

Był synem Józefa i Aleksandry z Kowalskich. Ojciec pracował w Bogurzynie jako organista i nauczyciel śpiewu, a krótko po przyjściu na świat syna przeprowadził się do Wojnówki, gdzie nabył i prowadził gospodarstwo rolne; zmarł w 1936. Jerzy Cytowski kształcił się w szkole powszechnej w Wojnówce (1932–1939), dalszą naukę w szkole średniej w Działdowie uniemożliwił mu wybuch II wojny światowej. Do 1942 pracował wraz z matką i rodzeństwem w gospodarstwie, a przez pozostałe lata wojny pozostawał zatrudniony w warsztatach samochodowych w Mławie. W 1946 wstąpił do ludowego Wojska Polskiego i kontynuował naukę w Technicznej Szkole Lotniczej, po ukończeniu której w 1948 pracował przez rok jako mechanik lotniczy w Bydgoszczy. W 1949–1950 był słuchaczem szkoły oficerskiej, potem jej wykładowcą.
W 1961 w Wojskowej Akademii Politycznej w Warszawie uzyskał dyplom magistra historii, w 1967, na podstawie rozprawy Organizacja pracy polityczno-wychowawczej w 1 Armii Wojska Polskiego (kwiecień 1944 – maj 1945) – dyplom doktora nauk humanistycznych. Pozostawał z tą uczelnią związany od stanowiska starszego asystenta po profesurę. Stopień doktora habilitowanego nauk wojskowych, w zakresie szkolnictwa i wychowania politycznego wojska, uzyskał w 1976 po przedstawieniu dysertacji Wychowanie wojska w Polsce w XVIII wieku. Tytuł profesora nadzwyczajnego nauk humanistycznych otrzymał w 1990. Przez pewien czas kierował Zakładem Teorii i Historii Wychowania Wojskowej Akademii Politycznej, a w latach 1983–1990 pełnił funkcję prodziekana Wydziału Nauk Pedagogicznych.
W 1991 przeszedł na emeryturę; z armią pożegnał się w stopniu pułkownika. Od września 1993 do końca życia był związany z Katedrą Teorii i Historii Wychowania w Instytucie Pedagogiki na Wydziale Humanistycznym Wyższej Szkoły Rolniczo-Pedagogicznej w Siedlcach.
W pracy naukowej zajmował się dziejami wychowania wojskowego w Polsce, w tym tradycjami kościuszkowskimi w wychowaniu patriotycznym żołnierzy, znaczeniem osoby generała Jana Henryka Dąbrowskiego w tradycji wychowania wojskowego, wychowaniem wojskowym w Polsce w wieku XVIII (m.in. Szkołą Rycerską i reformami Komisji Edukacji Narodowej). Badał poglądy Szymona Marycjusza, Andrzeja Frycza Modrzewskiego i Stanisława Konarskiego na wychowanie żołnierzy. Ogłosił przeszło 120 prac naukowych: monografii, skryptów, artykułów, publikacji popularnonaukowych, recenzji. Był uczestnikiem szeregu konferencji i sympozjów, zarówno krajowych jak i międzynarodowych, na których głosił referaty i komunikaty. W latach 1967–1991 sprawował opiekę nad 88 pracami magisterskimi i 6 pracami dyplomowymi, dalsze 10 prac magisterskich powstało pod jego kierunkiem w półtorarocznym okresie siedleckim (1993–1995). Od 1976 wypromował 7 doktorów. Recenzował prace doktorskie i habilitacyjne innych badaczy.
W latach 1970–1991 zasiadał w Radzie Naukowej Instytutu Historii Nauki, Oświaty i Techniki Polskiej Akademii Nauk, w latach 1981-1991 brał udział w pracach Komitetu Historii Nauki i Techniki Polskiej Akademii Nauk. Działał w Towarzystwie Wiedzy Powszechnej. Posiadał liczne odznaczenia państwowe i resortowe, m.in. brązowy (1953), srebrny (1958) i złoty (1968) Medal „Siły Zbrojne w Służbie Ojczyzny”, brązowy (1966), srebrny (1969) i złoty (1983) Medal „Za zasługi dla obronności kraju”, Złoty Krzyż Zasługi (1968), Krzyż Kawalerski Orderu Odrodzenia Polski (1976), Medal Komisji Edukacji Narodowej (1980), tytuł Zasłużonego Nauczyciela PRL (1986).
Od 1952 był żonaty z Danutą Marią z domu Cybulską (1932-2014). Współpracownicy z okresu pracy w Siedlcach zapamiętali go jako człowieka pogodnego, o wysokiej kulturze osobistej, chętnie dzielącego się z młodszymi naukowcami swoją wiedzą i doświadczeniami. Zmarł 16 kwietnia 1995, pochowany został w Warszawie na Cmentarzu Wojskowym na Powązkach (kwatera G-2a-64).

## Nagrody
- Złote Pióro Żołnierza Wolności w dziedzinie popularyzacji historii i tradycji ludowego WP (1983)[2]